# Adraneothrips tibialis
Adraneothrips tibialis är en insektsart som först beskrevs av Ian A. Hood 1914.  Adraneothrips tibialis ingår i släktet Adraneothrips och familjen rörtripsar. Inga underarter finns listade i Catalogue of Life.